# Пуга, Артурс
Артур Пуга (латыш. Arturs Puga) — латвийский государственный деятель, учёный, спортсмен-шашист.
Служил в Министерстве иностранных дел Латвийской Республики. Посол Латвии в Узбекистане (с октября 1999 по май 2002 (2 года 8 месяцев)). Советник
Министерства иностранных дел Латвийской Республики (с июля 1990 по октябрь 1999 (9 лет 4 месяца))
Был Чрезвычайным и Полномочным Послом Латвии в Киргизии с 2001 г.
Доцент Латвийского университета (1982—1994), доктор истории (1992).
Бронзовая медаль в составе сборной Латвии по шашкам на командном чемпионате СССР среди юношей (Севастополь, 1968 год) (за сборную играли также Владимир Вигман и Дзинтра Пудане).
Автор трудов:
- «Европа: Латвийско-российский мирный договор 1920 года. Документы, свидетельства, выводы»[2].